# Гостинца
Гостинца (словен. Gostinca) — поселення в общині Подчетртек, Савинський регіон, Словенія. Висота над рівнем моря: 420,9 м.